# Drum (periodico)
Drum è una rivista sudafricana. Fu fondata a Johannesburg nel 1951 da Jim Bailey, che ne fu proprietario fino al 1984.

## Storia
Con il tempo la rivista cominciò a pubblicare diverse edizioni in Nigeria (1958-1982), Ghana (1958-1972) e Africa orientale (1957-1992). Per un breve periodo la rivista venne anche pubblicata in francese e distribuita nell'Africa francofona. La rivista finì per circolare anche in Nord America e nelle Antille. Le tiratura della rivista arrivò alle 500 000 copie.
Nel 1965 la rivista da mensile divenne un supplemento bisettimanale del quotidiano The Golden City Post.
Come spiegano Cédric Vincent e Thomas Boutoux, nonostante il proprietario fino al 1984 sia stato un bianco, la rivista fu ideata da autori neri e destinata ad un pubblico nero. La rivista mescolava fotoreportage su concerti jazz, incontri di box, concorsi di bellezza e vita notturna al giornalismo di investigazione, relazioni sui processi ai militanti dell'apartheid, articoli di denuncia su prigioni, miniere e condizioni dei lavoratori neri e indiani.
Proprio per essere uno specchio di molti aspetti della vita sudafricana degli anni cinquanta e sessanta ed esercitando un ruolo di denuncia e pressione sociale, la rivista è oggetto di numerosissimi studi a livello locale e internazionale. Sempre per questo ruolo storico centrale, Drum è presentata anche all'interno di esposizioni d'arte e pubblicazioni d'arte, tra le quali si può ricordare The Short Century: Independence and Liberation Movements in Africa 1945-1994.
Vi hanno collaborato gli scrittori Peter Abrahams, Alex La Guma, Nadine Gordimer e vi si sono formati scrittori quali Ek'ia Mphahlele, Henry Nxumalo ("Mr Drum"), Lewis Nkosi, Nat Nakasa e Can Themba, nonché fotografi come Bob Gosani, Peter Magubane, G. R. Naidoo, Jurgen Schadeberg. In gioventù vi lavorò il sassofonista Gwigwi Mrwebi, nel ruolo di manager della distribuzione.